# Bella Abzug
Bella Abzug (nacida Bella Savitzky) (Nueva York, 24 de julio de 1920-Nueva York, 31 de marzo de 1998) fue una abogada por los derechos civiles, política, líder del movimiento feminista y activista estadounidense de origen judío. Fue conocida como una figura relevante del ecofeminismo.
Estudió Derecho en la Universidad de Columbia y posteriormente asumió numerosos casos sobre matrimonios, libertades civiles y derechos civiles, representando a diversas personas acusadas por el senador Joseph McCarthy. Fundó y dirigió (1961–1970) el grupo contra la guerra Women Strike for Peace y después, en 1971, la Asamblea Política Nacional de Mujeres, junto a otras feministas relevantes, como Gloria Steinem, Shirley Chisholm y Betty Friedan.
En 1970, el lema de su primera campaña fue "This woman's place is in the House -- the House of Representatives". Más tarde fue nombrada codirectora de la National Commission on the Observance of International Women's Year, creada por el presidente Gerald Ford. En 1977 presidió la National Women's Conference y estuvo al frente de la National Advisory Commision for Women organizada por el presidente Jimmy Carter. Asimismo, Abzug fue la fundadora de la Commission for Women's Equality del Congreso Judío Estadounidense.
En la Cámara de Representantes (1971–1977) fue famosa por su extravagante estilo, su oposición a la Guerra de Vietnam y su explícito respaldo a la Enmienda por la Igualdad de Derechos, el derecho al aborto y la legislación por el cuidado infantil. Murió de un infarto.

## Biografía
Nació en El Bronx de padres inmigrantes rusos judíos. Su madre, Esther Tanklefsky era ama de casa y su padre, Emanuel Savitzky, regentaba la tienda de comestibles Live and Let Live Meat Market, en la 9.ª Avenida. Desde su juventud fue muy competitiva y parece que a menudo se enfrentó a otros niños con los que rivalizaba a la menor ocasión. De joven trabajó como cajera en el comercio de su padre.
Su educación religiosa influyó en su desarrollo como feminista. Según Abzug, fue durante las visitas a la sinagoga cuando empezó a sentirse una feminista rebelde. No le gustaba que las mujeres estuvieran relegadas a las últimas filas de la galería. Al morir su padre, cuando Abzug tenía 13 años, en la sinagoga ortodoxa le dijeron que no se le permitiría pronunciar el kadish del doliente, ya que ese rito estaba reservado a los hijos del finado. Sin embargo, dado que su padre no tuvo hijos varones, ella fue a la sinagoga cada mañana durante un año para recitar la oración, desafiando así la práctica tradicional de su congregación judía ortodoxa.
Se graduó en el Walton High School del Bronx, donde fue delegada de clase. A lo largo de sus años de instituto estudió violín e iba también al Florence Marshal Hebrew High School tras sus clases en el Walton. Se especializó en ciencia política en el Hunter College de la Universidad de la Ciudad de Nueva York y, simultáneamente, asistía al Jewish Theological Seminary of America. En el Hunter College fue la presidenta del consejo de estudiantes y muy activa en la Unión de Estudiantes Americanos. Ahí conoció a Mim Kelber, con quien cofundó la WEDO (Women's Environment & Development Organization). En 1944 se graduó en Derecho por la Universidad de Columbia.

## Carrera jurídica y política
Abzug fue admitida en el Colegio de Abogados de Nueva York en 1945, en un momento en que muy pocas mujeres ejercían la abogacía, y comenzó su carrera en la ciudad de Nueva York en el bufete de Pressman, Witt & Cammer. Como abogada se especializó en casos de derechos laborales, derechos de inquilinos y libertades civiles. Al principio, se hizo cargo de casos de derechos civiles en el sur. Recurrió el caso de Willie McGee, un hombre negro condenado en 1945 por violar a una mujer blanca en Laurel, Misisipi, y condenado a muerte por un jurado compuesto exclusivamente por blancos que deliberó durante solo dos minutos y medio. Abzug perdió la apelación y el hombre fue ejecutado. Fue una firme defensora de las causas liberales, incluidas la Enmienda de Igualdad de Derechos, la oposición a la Guerra de Vietnam y el reclutamiento militar. Trabajó para la Unión Estadounidense de Libertades Civiles y para el Congreso de Derechos Civiles. Años antes de ser elegida para la Cámara de Representantes, fue una de las primeras participantes en la Huelga de Mujeres por la Paz. Su postura política la colocó en la principal lista de opositores políticos de Nixon. Durante la era McCarthy, fue una de las pocas abogadas dispuestas a combatir abiertamente al Comité de Actividades Antiestadounidenses de la Cámara.

## Carrera al Congreso

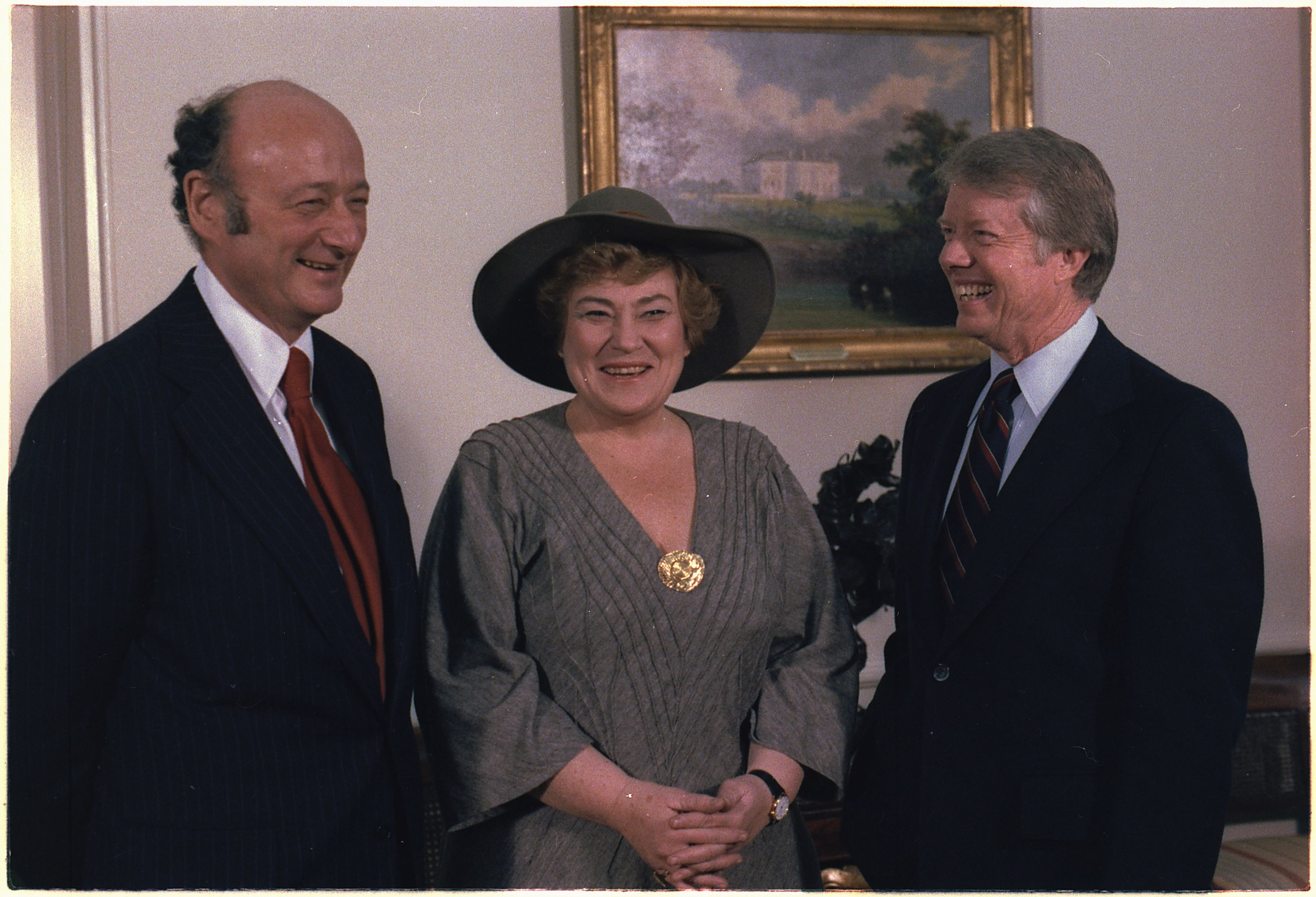
La congresista Bella Abzug entre Ed Koch, alcalde de Nueva York y Jimmy Carter, presidente de los Estados Unidos, durante un encuentro en 1978

Al dedicarse a la política se la empezó a apodar Battling Bella (Bella la peleona), por ser "dura y ruidosa, por luchadora, por odiar a los hombres o por lo que sea", como decía ella socarronamente.

### Elecciones
En 1970 se enfrentó en las primarias demócratas para congresista por un distrito del West Side de Manhattan a Leonard Farbstein, que llevaba 14 años de titular en ese puesto. Le venció en contra de lo esperado y más tarde derrotó al presentador de programas de entrevistas Barry Farber en las elecciones generales. En 1972, tras una redistribución de distritos, el suyo quedó eliminado y optó por competir contra William Fitts Ryan, quien también representaba a una parte del West Side, en las primarias demócratas. Ryan, aunque gravemente enfermo, derrotó a Abzug. Sin embargo, Ryan murió antes de las elecciones generales y Abzug derrotó a su viuda, Priscilla, en la convención del partido para elegir al nuevo candidato demócrata. En las elecciones generales, Priscilla Ryan desafió a Abzug sin éxito dentro del Partido Liberal. En 1974 consiguió la reelección sin dificultades. Durante sus dos últimos mandatos también representó a parte del Bronx.

### En el cargo
Fue uno de los primeros miembros del Congreso en apoyar los derechos de los homosexuales, al presentar el primer proyecto de ley federal de derechos de los homosexuales, conocido como la Ley de Igualdad de 1974, junto a Ed Koch, también representante demócrata y futuro alcalde de la ciudad de Nueva York. También presidió audiencias históricas sobre secretos gubernamentales en calidad de presidenta del Subcomité de Información Gubernamental y Derechos Individuales. Sus colegas la votaron como la tercera miembro más influyente de la Cámara, según informó el U.S. News & World Report. Aunque estaban prohibidos dentro del Congreso, Abzug fue conocida por sus sombreros de colores vivos y brillantes, y rara vez se la veía sin uno. Como ella misma les recordaba a sus admiradores: "Lo que cuenta es lo que hay debajo de sombrero"
En febrero de 1975, Abzug formó parte de una delegación bipartidista enviada a Saigón por el presidente Gerald Ford para evaluar la situación sobre el terreno en Vietnam del Sur cerca del final de la guerra de Vietnam.
Abzug fue partidaria del sionismo. De joven fue miembro de la organización juvenil socialista-sionista de Hashomer Hatzair. En 1975 impugnó la Resolución 3379 de la Asamblea General de las Naciones Unidas (revocada en 1991 por la resolución 46/86), que determinaba que el sionismo es una forma de racismo y discriminación racial. Al respecto dijo Abzug que el sionismo es un movimiento de liberación.

### Campaña para el Senado de Estados Unidos
La carrera de Abzug en el Congreso terminó con un intento fallido por la nominación demócrata para el Senado de los Estados Unidos en 1976, que perdió por menos del uno por ciento ante el más moderado Daniel Patrick Moynihan, quien había servido en las administraciones de Nixon y Ford como Asesor de la Casa Blanca para Asuntos Urbanos, Consejero del Presidente, Embajador de los Estados Unidos en la India y Embajador de los Estados Unidos en las Naciones Unidas. Moynihan se mantuvo como senador durante cuatro legislaturas.

## Últimos años
Tras dejar la Cámara de Representantes, Abzug nunca volvió a ocupar un cargo electo, aunque se mantuvo como una figura de perfil alto y siguió siendo candidata en múltiples ocasiones. No tuvo éxito en su intento por convertirse en alcaldesa de la ciudad de Nueva York en 1977. Tampoco logró regresar al Congreso de los Estados Unidos desde el East Side de Manhattan en 1978 contra el republicano Bill Green, ni por el condado de Westchester (Nueva York) en 1986 contra Joe DioGuardi.
Es autora de dos libros: Ms. Abzug Goes to Washington y The Gender Gap, este último en coautoría con su amiga y colega, Mim Kelber.
A principios de 1977, el presidente Jimmy Carter eligió una nueva Comisión Nacional para la Conmemoración del Año Internacional de la Mujer y puso a Abzug al frente. Durante los dos años siguientes se llevaron a cabo numerosos eventos, que culminaron con la Conferencia Nacional de Mujeres de noviembre de 1977. Continuó este trabajo como una de las dos copresidentas del Comité Asesor Nacional de Mujeres hasta su destitución en enero de 1979, lo que creó un punto de fricción entre la administración Carter y las organizaciones feministas en los Estados Unidos.
Abzug fundó y dirigió varias organizaciones de defensa de la mujer. Tras la creación de una organización de base llamada Women USA, continuó liderando eventos de apoyo al feminismo, por ejemplo sirviendo como gran mariscal de la Marcha del Día de la Igualdad de la Mujer en Nueva York el 26 de agosto de 1980.
En la última década de su vida, a principios de los años 90, cofundó junto a Mim Kelber la Organización de Mujeres para el Medio Ambiente y el Desarrollo (WEDO), en sus propias palabras, "una organización mundial de defensa de las mujeres que trabaja por un mundo justo que promueva y proteja los derechos humanos, la igualdad de género y la conservación del medio ambiente ". En 1991, WEDO celebró en Miami el Congreso Mundial de Mujeres por un Planeta Saludable, y 1.500 mujeres de 83 países elaboraron la Agenda de Acción de Mujeres 21.
En la ONU, Abzug desarrolló el Women's Caucus, donde se analizaron documentos, se propusieron políticas con perspectiva de género y sobre el lenguaje inclusivo, y donde también se presionó para promover la Agenda de las Mujeres para el siglo XXI en la Conferencia de la ONU sobre Medio Ambiente y Desarrollo de 1992 en Río de Janeiro. Asimismo, se abordaron cuestiones relacionadas con la mujer en otros eventos, como la Cuarta Conferencia Mundial sobre la Mujer de 1995, en Pekín.
Durante sus últimos años mantuvo su apretada agenda de viajes y trabajo, a pesar de desplazarse en silla de ruedas. Dirigió WEDO hasta su muerte y pronunció su último discurso público ante la ONU en marzo de 1998.
Tras padecer cáncer de mama durante varios años, desarrolló una enfermedad cardíaca y murió en el Columbia-Presbyterian Medical Center el 31 de marzo de 1998, debido a complicaciones después de una cirugía a corazón abierto. Tenía 77 años. Fue enterrada en el cementerio Old Mount Carmel, Glendale, Queens, Nueva York.
Fue incluida en el National Women's Hall of Fame en Seneca Falls. Un año antes de su muerte, recibió el más alto reconocimiento y honor civil en la ONU, el Premio de los Cascos Azules por el Mantenimiento de la paz.

## Vida personal

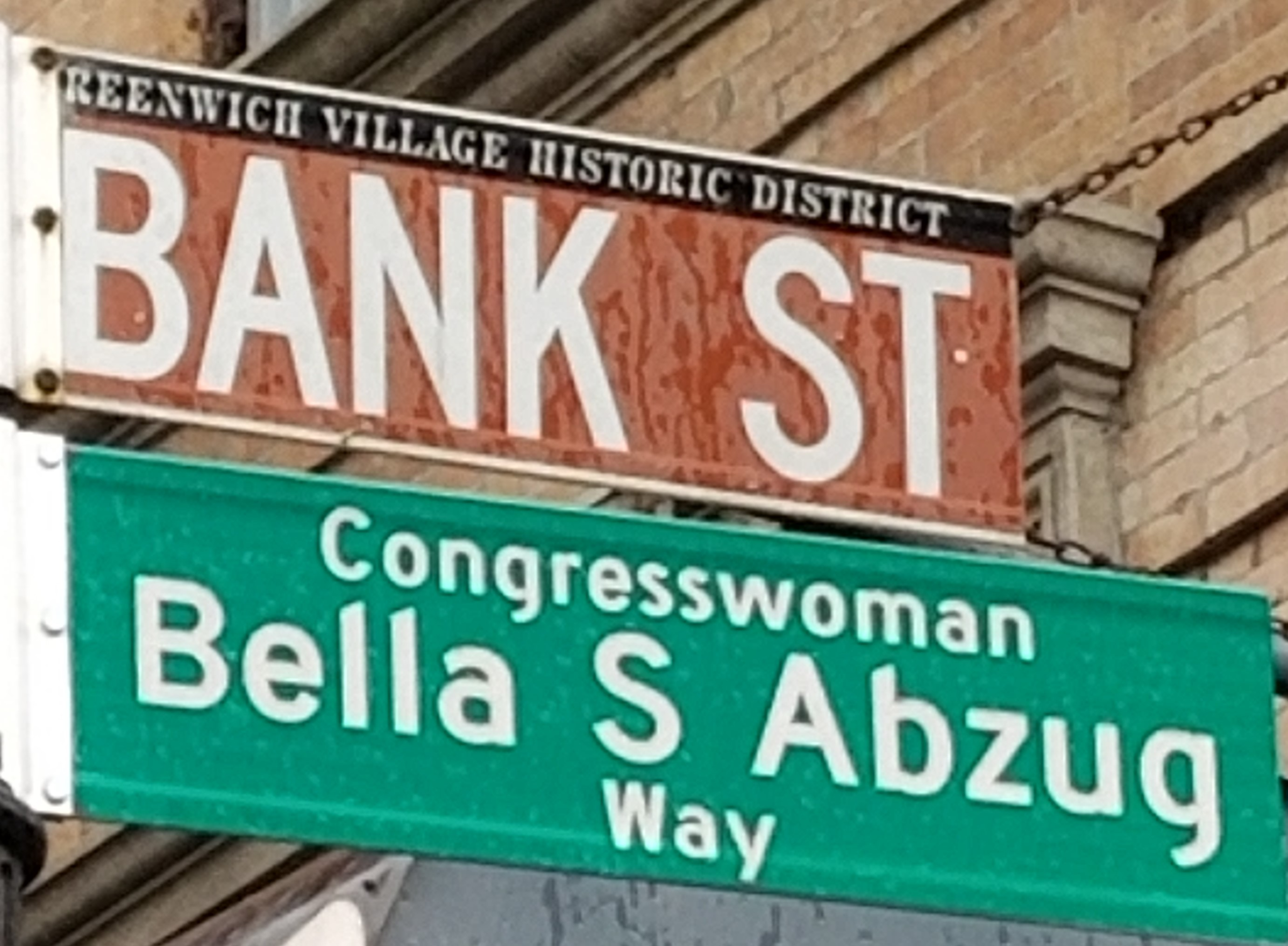
Bella Abzug Way, en el Greenwich Village

En 1944, se casó con Martin Abzug, novelista y agente de bolsa. Se conocieron en un autobús en Miami, Florida, de camino a un concierto de Yehudi Menuhin y permanecieron casados hasta la muerte de él en 1986. Tuvieron dos hijas. Sus primos eran Arlene Stringer-Cuevas y el hijo de Stringer-Cuevas, Scott Stringer, ambos también dedicados a la política en la ciudad de Nueva York.

## Reconocimiento y legado

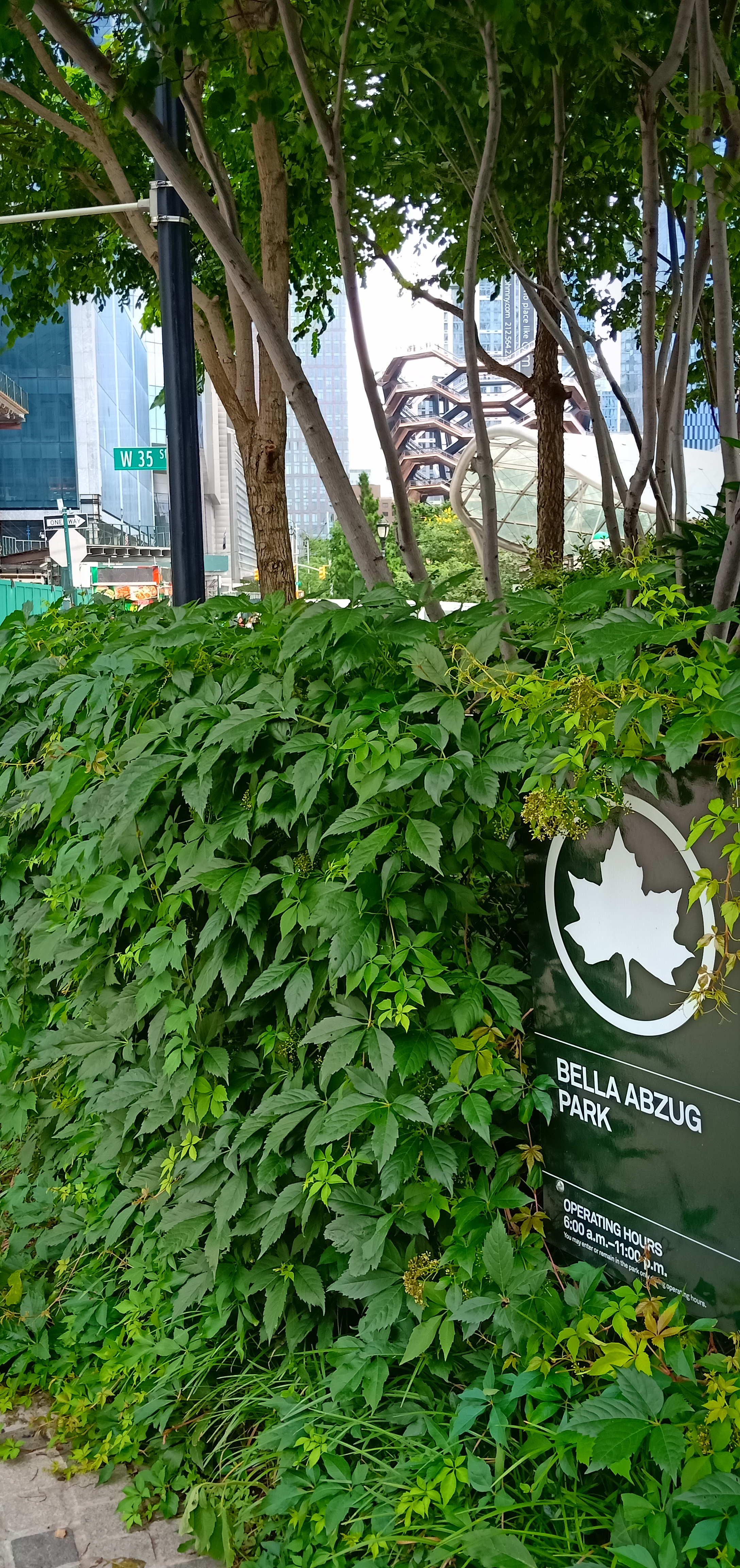
Bella Abzug Park, en Manhattan

En 1991, Abzug recibió el premio Maggie, el más alto honor de la Federación de Planificación Familiar, en homenaje a su fundadora, Margaret Sanger.
En 1994, fue incluida en el Salón de la Fama Nacional de Mujeres. Ese mismo año, recibió una medalla de las Feministas Veteranas de América.
Abzug fue reconocida el 6 de marzo de 1997 en las Naciones Unidas como una destacada ambientalista.
En 2004, su hija Liz Abzug, profesora adjunta de Estudios Urbanos en el Barnard College y consultora política, fundó el Instituto de Liderazgo Bella Abzug (BALI) a fin de orientar y capacitar a mujeres de escuelas secundarias y universitarias para que se conviertan en líderes eficaces en los ámbitos cívico, político, empresarial, social y comunitario. Para conmemorar el trigésimo aniversario de la primera Conferencia Nacional de Mujeres celebrada en Houston en 1977, presidida por Bella Abzug, BALI organizó una Conferencia Nacional de Mujeres el fin de semana del 10 al 11 de noviembre de 2007 en el Hunter College (NYC). Asistieron más de 600 personas de todo el mundo. Además de celebrar la Conferencia de 1977, la agenda de 2007 tenía como objetivo abordar importantes problemas de la mujer para el siglo XXI.
En 2017, la revista Time señaló a Abzug como una de las 50 mujeres que hicieron historia en la política estadounidense.
Varias localizaciones en la ciudad de Nueva York llevan el nombre de Abzug. El 1 de marzo de 2019, el recién construido Hudson Yards Park pasó a llamarse Bella Abzug Park, en parte como conmemoración del mes de la mujer y también por haber sido ese el distrito al que ella representó en el Congreso. En el Greenwich Village de la ciudad de Nueva York, un tramo de Bank Street lleva el nombre de Abzug.

## En la cultura popular
Apareció en el video de la cadena WLIW A Laugh, A Tear, A Mitzvah, así como en Manhattan, de Woody Allen, haciendo de sí misma, en un episodio de 1977 de Saturday Night Live, y en el documental New York: A Documentary Film. Volvió a hacer de sí misma en Manhattan (1979), en una representación basada en la película. En 1979, se produjo y distribuyó el juego de cartas coleccionables Supersisters, una de las cuales mostraba el nombre y la imagen de Abzug.
Abzug apareció en el libro autobiográfico de Shirley MacLaine Out on a Limb (1983). En la miniserie de ABC Television de 1987 Out on a Limb, basada en el libro, Abzug fue interpretada por Anne Jackson.
En 2019, el Manhattan Theatre Club, en la ciudad de Nueva York, produjo Bella Bella, un espectáculo de un solo personaje escrito por Harvey Fierstein, en el que él mismo hacía el papel de Abzug y para el que creó un diálogo a partir de las palabras de Bella Abzug.
En 2020, en la serie Mrs. America del canal de televisión FX, la actriz Margo Martindale interpreta a Abzug. El programa analiza la infructuosa batalla de varios años para ratificar la Enmienda de Igualdad de Derechos. Ese mismo año, Bette Midler interpretó a Abzug en la película The Glorias.
Abzug apareció en un pasaje del documental NY77: The Coolest Year In Hell, de 2007, que explora en profundidad cómo era la vida durante el año 1977 en Manhattan. Se recurrió a un extracto de una conferencia de prensa de Bella Abzug en el que se discutían las diferencias entre las opiniones políticas entre Abzug y el candidato a alcalde Ed Koch. Geraldo Rivera comentó detalladamente la personalidad y el estilo político de Bella Abzug.
Jeff L. Lieberman rodó un documental titulado Bella!, sobre la vida y los logros políticos de Abzug, con entrevistas a Barbra Streisand, Shirley MacLaine, Hillary Clinton, Lily Tomlin, Nancy Pelosi, Gloria Steinem, Maxine Waters, Phil Donahue, Marlo Thomas, Charles B. Rangel, David Dinkins y Renée Taylor. Su publicación se programó para 2020, coincidiendo con el centenario de la obtención por parte de las mujeres del derecho al voto en los Estados Unidos a través de la Decimonovena Enmienda a la Constitución de los Estados Unidos.